# Hasan Pascià
Hasan Pascià (Venezia, 1544 – 12 luglio 1591) è stato un ammiraglio ottomano.
Nato nella zona dei santi Giovanni e Paolo da una famiglia cittadinesca, i Celeste, gli venne dato il nome di Andrea (ma fu conosciuto anche con il diminutivo di Andreéta).
Ancora giovinetto, si imbarcò come aiuto-scrivano su una galea di Ragusa, che venne catturata dal corsaro ottomano Turghut Reis (conosciuto anche come Dragut). Portato a Tripoli divenne proprietà di un soldato (levend) che lo fece abiurare. Essendo però questi mancato senza figli passò in eredità a Turghut Reis stesso e, alla sua morte avvenuta nel 1565, pervenne nelle mani del rinnegato calabrese Uluç (Kilic) Ali.
Negli anni in cui questi gestì direttamente il governo di Algeri, tra il 1568 e il 1571, fu tra i suoi garzoni favoriti e cominciò così una brillante carriera; i loro rapporti si guastarono nel 1585 e da quel momento Hasan e Uluç Ali (morto il 12 giugno 1587) furono acerrimi nemici.
Nel 1577 Hasan fu nominato bey di Salonicco, ma riuscì a farsi sostituire l'incarico con quello di bey di Algeri (1577-80, e poi ancora 1582-86, 1587). Fu anche bey di Tripoli di Barberia (1585-86) e quindi, dal 1588 alla morte (1591) capitan pascià (comandante in capo) della flotta ottomana.
Fu soprannominato Venedikli (cioè il Veneziano). Sposò Zahara, figlia del corsaro Haci Murad e vedova del sovrano del Marocco Abu Marwan Abd al-Malik I (morto nella battaglia di Alcazarquivir, 4 agosto 1578) e sostenne le pretese al trono marocchino del figliastro Isma‘il (nato nel 1576).
Durante il primo periodo in cui fu al governo di Algeri Hasan ebbe tra i suoi schiavi Miguel de Cervantes che parlò sia di lui che di sua moglie Zahara nelle sue opere. Nell'ultimo periodo della vita ebbe contatti con la famiglia che era rimasta a Venezia: sua sorella Camilla Celeste ottenne dal governo veneziano, grazie all'intervento del fratello, una panetteria nella parrocchia di Sant'Aponal; il cognato, Marcantonio dalla Vedova, lo andò a trovare a Istanbul; il cugino, Livio Celeste, si convertì all'Islam, morì ad Algeri nel 1591 e venne sepolto nella tomba (türbe) che Hasan aveva fatto costruire in quel luogo per un figlio che gli era morto in fasce.
Nel 1585 venne colpito dalla peste, ma si salvò. Soffriva di frequenti mal di testa. Fu più amministratore che marinaio. Durante il periodo in cui fu capitan pascià perse diciassette navi e si assentò da Istanbul solo per brevi crociere. Ridusse però le spese dell'arsenale e si occupò sia di costruzioni navali che di edilizia. Poiché le maestranze dell'arsenale erano utilizzate durante l'inverno come manodopera specializzata,  diresse non solo i lavori della propria casa, ma anche quelli di una loggia per il gran visir e di un chiosco per il sultano. Morì il 12 luglio 1591, in seguito a lancinanti dolori alla testa, dopo aver bevuto una gran tazza di sorbetto. Venne sepolto nella türbe del suo antico padrone, amico, e poi oppositore, Uluç (Kilic) Ali.